# Гамбия
Га́мбия (англ. The Gambia, [ˈɡæmbiə]), официальное название — Респу́блика Га́мбия (англ. Republic of The Gambia) — государство-полуанклав в Западной Африке. Является самым маленьким государством в континентальной части Африки. На севере, востоке и юге граничит с Сенегалом, на западе имеет небольшую береговую линию Атлантического океана. 18 февраля 1965 года Гамбия получила независимость от Британской империи. Являлась членом Содружества наций до 2 октября 2013 года, когда вышла из этой организации. В 2018 году Республика Гамбия вернулась в состав Содружества наций. Столицей является Банжул, крупнейший город — Серекунда.
12 декабря 2015 года президент Яйя Джамме провозгласил Гамбию Исламской Республикой. Однако 29 января 2017 года его преемник на посту главы государства Адама Бэрроу исключил из официального названия прилагательное «исламская», восстановив прежнее наименование — Республика Гамбия.

## Этимология
Топоним «Гамбия» происходит от слов на языке мандинка Камбра/Камбаа, означающих реку Гамбия. По оценке Е. М. Поспелова, гидроним Гамбия впервые упоминается в европейских источниках в 1455—1456 годах в написании Galbia, что, по-видимому, является европейской адаптацией местного названия. Возможен также вариант происхождения топонима от названия гамба — особого вида тыквы-горлянки, имеющего магическое значение у народа серер.

## География

### Географическое положение

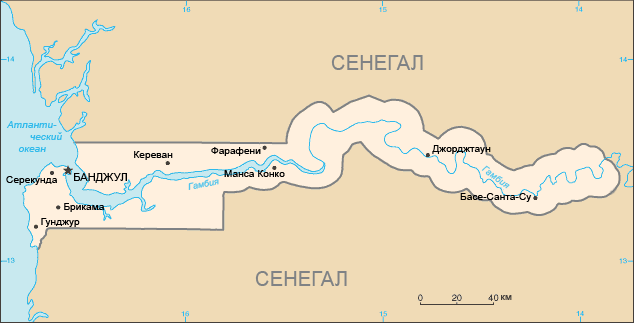
Карта Гамбии

Государство расположено между 13° и 14° с. ш. в Западной Африке, имеет форму полосы длиной около 400 км, простирающейся по обе стороны реки Гамбия, ширина полосы в основном варьируется от 24 до 28 км, в устье — 45 км. На востоке, севере и юге имеет границу с Республикой Сенегал, общая протяжённость границы — 740 км. С запада омывается Атлантическим океаном, береговая линия — 80 км. Площадь страны составляет 11 000 км², из которых 10 000 км² приходится на сушу, 1000 км² — на водную поверхность. Гамбии также принадлежит континентальный шельф площадью 4000 км² и 200-мильная исключительная прибрежная экономическая зона площадью 10 500 км².

### Рельеф
Большая часть территории страны не превышает по высоте 60 м над уровнем моря. Более 48 % Гамбии не превышает 20 м, при этом около 30 % — не выше 10 м. Только 4 % страны — территория от 50 до 60 м над уровнем моря.
В зависимости от удалённости от реки страна может быть разделена на три топографических района:
- Нижняя долина (4048 км², 39 % страны) — территория, располагающаяся непосредственно у реки Гамбия и её притоков. Характеризуется аллювиальными осадочными образованиями, заболоченными почвами и сильным увлажнением. Территория нижней долины подвергается регулярным сезонным затоплениям, что способствует образованию сезонных болот (фаро), ширина которых достигает 2 км, к западу от острова Маккарти[18].
- Пересечённое песчаное плато (57 % страны). Территория состоит из песчаных холмов и мелких долин.
- Песчаниковое плато (4 % страны). Восточная часть страны состоит из низких каменистых песчаниковых холмов, которые в основном не культивируются и не покрыты растительностью[18].

### Геология и почвы
Геология Гамбии относится к сравнительно недавним третичному и четвертичному периодам. Страна является частью третичного континентального плато, которое покрывает 53 % страны вдоль реки аллювиальными отложениями четвертичного периода. Чередования сухих и влажных периодов способствовали формированию железорудных отложений плейстоцена.
Образования третичного периода включают комплексы олигоцена, миоцена и плиоцена и являются частью устойчивой континентальной коры. Состоят из песка, песчаника, ила и глины. Возраст оценивается от 33 млн лет (олигоцен) до 2,5 млн лет (поздний плиоцен).
Четвертичные отложения (возрастом не старше 1,6 млн лет) состоят из 6 образований, принадлежащим к голоцену и плейстоцену. Геологические комплексы эпохи голоцена в основном состоят из грубого песка и ила вдоль реки и побережными пляжными комплексами из неразделённых песка и ила. В восточной Гамбии четвертичные образования состоят из железных руд и гравия.

### Полезные ископаемые
В целом страна бедна полезными ископаемыми. Большие запасы кварцевого песка, достаточные для стекольного производства, найдены в Абуко, Бруфуте, Дарсилами (Западный район), Мбанкаме и Бакендике (район Северный Берег) и Каиафе (район Нижняя Река). Правительство ищет инвесторов для разработки данных месторождений. На побережье океана так называемый «чёрный» песок содержит ильменит, рутил и циркон. Запасы указанных минералов после снятия 1 % слоя почвы оцениваются в 995 000 т. В настоящее время привлекаются иностранные инвесторы для дальнейших разработок.

### Водные ресурсы

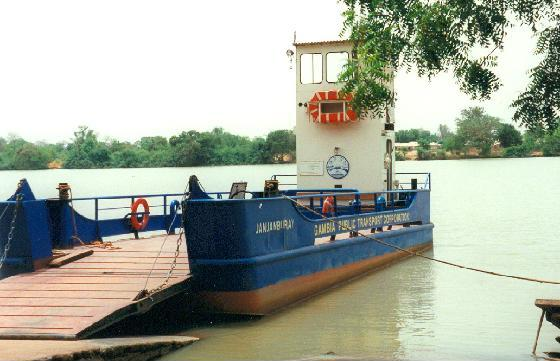
Паром в Янянбурехе

Объём возобновляемых водных ресурсов Гамбии оценивается в 8,0 км³/год, из которых 5,0 км³ приходит в страну через Сенегал и Гвинею. Поверхностные воды дают оценочно 3,0 км³ в год, ежегодно обновляемые грунтовые воды — 0,5 км³.
Ежегодное потребление воды составляет 30,6 млн м³, то есть 0,38 % от общего количества возобновляемых водных ресурсов. 67 % воды используется для нужд сельского хозяйства. Общее количество потребляемой воды повысилось на 50 % с 1982 по 2000 год, однако среднее количество потребляемой воды на человека снизилось с 29 до 23,5 м³. Обеспеченность населения чистой питьевой водой составляет 62 %.
Река Гамбия играет важную роль для транспорта, ирригации и рыболовства. Река Гамбия и её притоки занимают 970 км², во время половодья — 1965 км² (18 % от общей территории страны). В устье, расположенном вблизи мыса Святой Марии, ширина реки составляет 16 километров, глубина — 8,1 м. Наименьшая ширина реки на территории Гамбии — около 200 м. В Банжуле, где функционирует паром до Барры, русло реки сужается до 4,8 км. Река пригодна для судоходства на протяжении 225 км вверх по течению. Первые 129 км от Банжула река окаймлена мангровыми лесами, которые сменяются крутыми утёсами, покрытыми растительностью, затем следуют берега, покрытые высокой травой. Вся река и её многочисленные притоки известны своей орнитофауной, а также обитающими там гиппопотамами, крокодилами и бабуинами.

### Климат

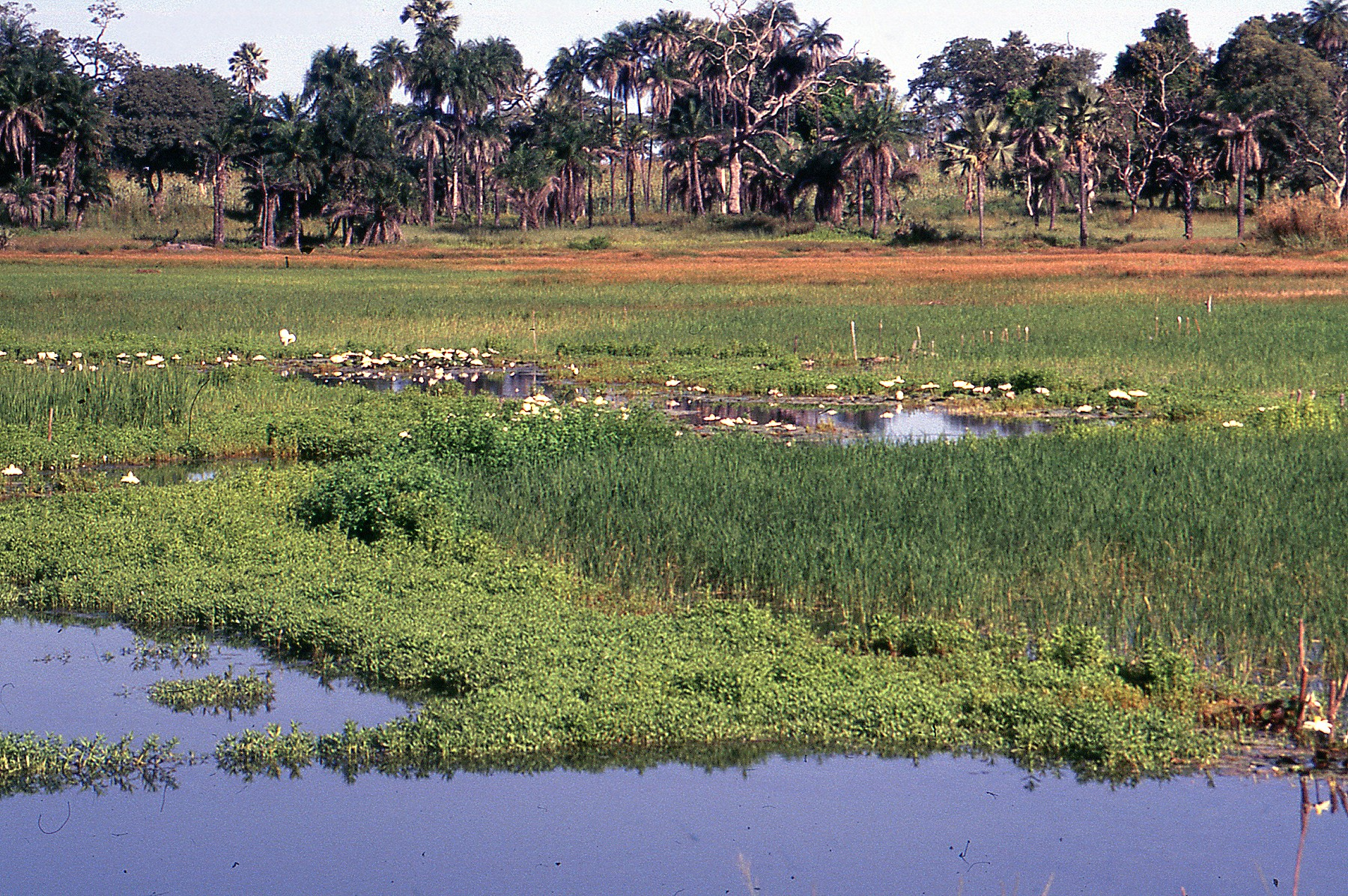
Природа страны

Климат Гамбии является одним из самых благоприятных в Западной Африке для ведения сельского хозяйства. Климат — субэкваториальный, с ясно очерченными сухим (с ноября по май) и дождливым (с июня по октябрь) сезоном. Сухой ветер, который в сухой сезон дует со стороны Сахары, называется харматан. Благодаря ему зимы в Гамбии мягкие без осадков, преобладают солнечные дни. С ноября по май температура воздуха колеблется от +21 до +27 °C, относительная влажность — от 30 до 60 %. Средняя температура в летние месяцы — от +27 до +32 °C с высокой относительной влажностью. Дождливый сезон начинается в июне и заканчиваются в октябре. В целом наблюдаются ночные температуры на берегу выше, чем во внутренних районах. Количество осадков в большей части страны не превышает 1000 мм и даже в дождливый период преобладают солнечные дни.

### Флора и фауна

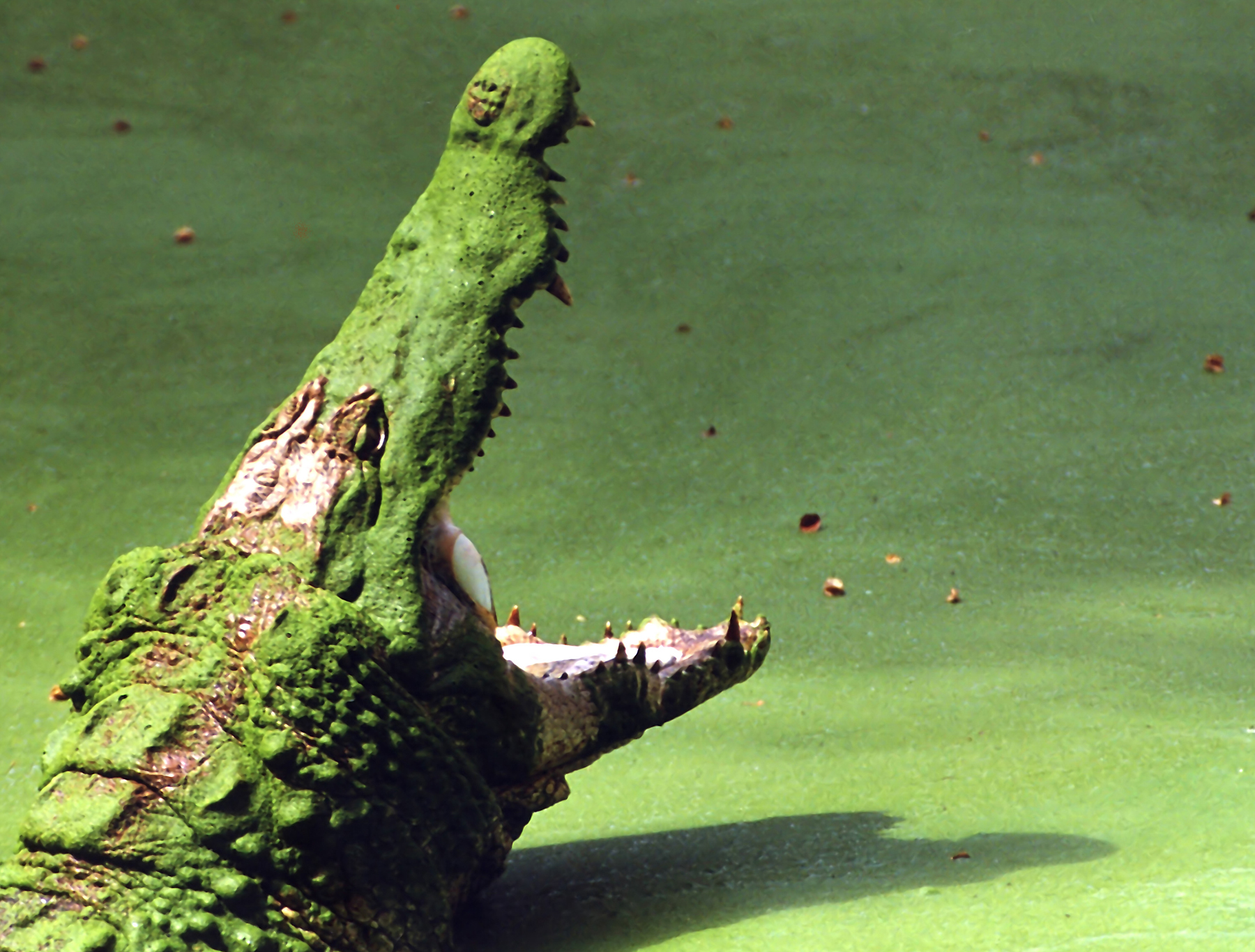
Один из представителей фауны Гамбии — крокодил

Несмотря на небольшую территорию, страна богата представителями растительного и животного мира. В Гамбии произрастают 974 вида растений. Среди 117 видов млекопитающих, обитающих в Гамбии, встречаются очень крупные животные — жирафы и слоны, стоящие на грани вымирания. Гамбия является местом обитания также для гиппопотамов, пятнистых гиен, бородавочников, бабуинов и множества мелких млекопитающих — 31 вида летучих мышей, 27 видов грызунов и другие.
Известно, что из 560 видов птиц, обнаруженных в Гамбии, 220 гнездятся на её территории. Количество видов морских и пресноводных рыб составляет 620. Из пресмыкающихся (72 вида) в стране обитают 4 вида морских черепах, 7 видов пресноводных черепах, 2 вида сухопутных черепах, 17 видов ящериц, 3 вида крокодилов и 39 видов змей. В Гамбии проживают также 33 вида земноводных. Мир насекомых Гамбии очень разнообразен, в стране обитают 78 видов стрекоз и 175 видов бабочек.

### Охраняемые территории
В Гамбии 7 заповедников и национальных парков, которые занимают 3,6 % территории страны.

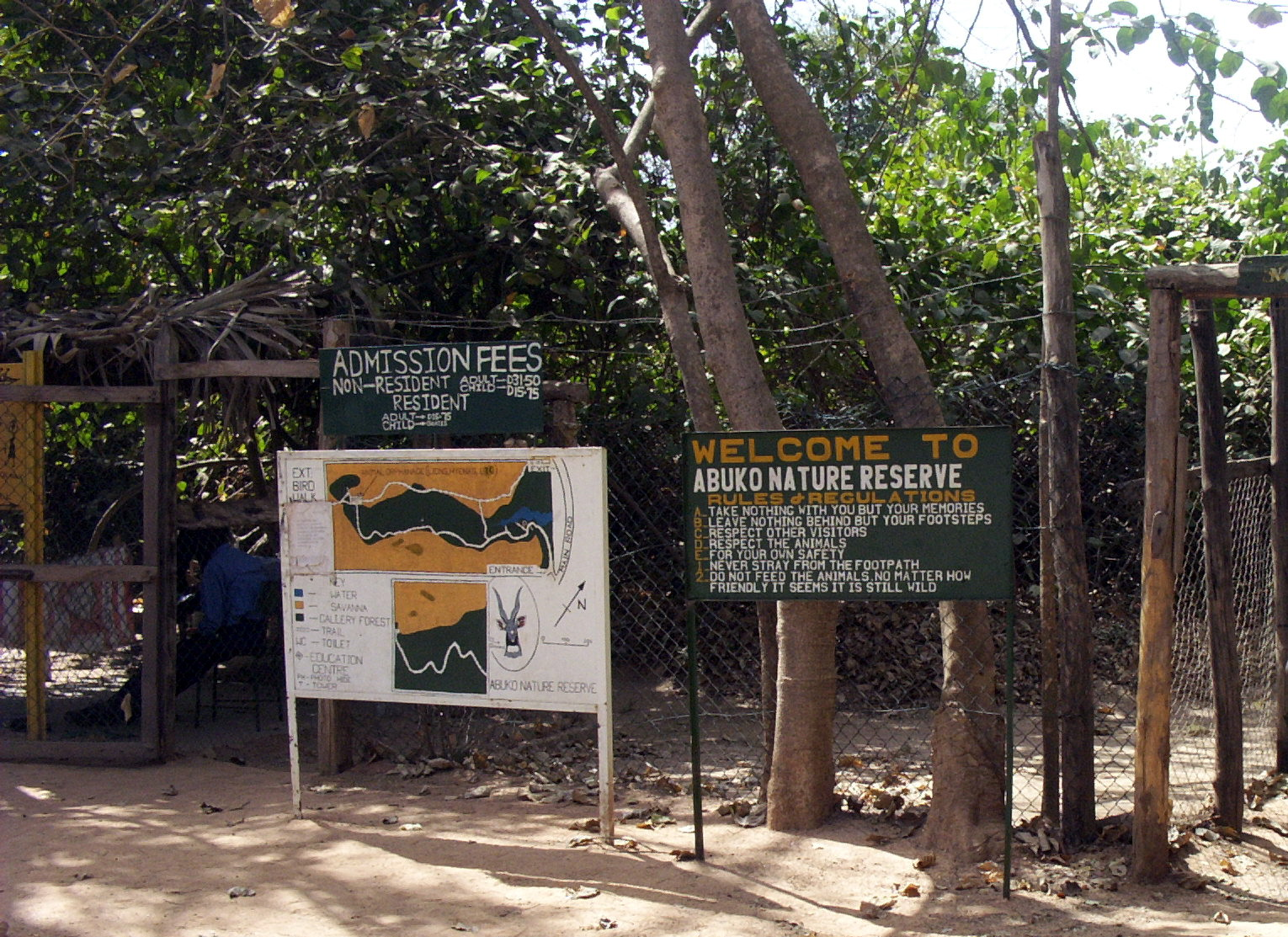
Национальный резерват Абуко

- Национальный резерват Абуко, функционирующий с 1968 года, расположен вблизи деревни Ламин в 25 км от Банжула. Площадь Абуко 105 га — наименьшая среди заповедников Африки[25]. Несмотря на маленькую площадь, Абуко знаменит богатой флорой и фауной[26].
- Лесной парк Биджило — небольшой (51 га) резерват на побережье, открытый для посещения бесплатно круглый год. Животных, обитающих в парке, немного, имеются несколько видов обезьян и множество различных видов птиц.
- Национальный парк Кианг Вест — лес, расположенный на южном берегу реки Гамбия. Среди животных, проживающих в парке — антилопы, обезьяны и обилие птиц. Площадь парка — 11 000 га.
- Резерват Баоболонг — заболоченная территория площадью 22 000 га на северном берегу в центральной части реки Гамбия, расположенный напротив парка Кианг Вест.
- Национальный парк Ниуми расположен в северо-западной Гамбии и включает также остров Гинак. Площадь парка — 5000 га.
- Речной птичий резерват Танджи — расположен на побережье в западной Гамбии. 612 га территории включают дюны, лагуны, мангровые и другие леса, в которых обитают множество птиц.
- Национальный парк реки Гамбия (более известный как острова Бабуинов) — располагается на территории 580 га на речных островах вблизи Янянбуреха. Основан как заповедник для шимпанзе. Закрыт для посетителей[27].

### Города
Крупнейшей городской агломерацией Гамбии является Большой Банжул, куда входят столица страны Банжул, крупнейший город страны Серекунда, Бакау и ряд более мелких городов. Крупный город Брикама расположен в 20 км южнее столицы. Остальные города расположены по течению реки Гамбия.

## История

### Древний период
Найденные археологические артефакты (в могильниках обнаружены каменные топоры, глиняные черепки, железные копья, медные браслеты) доказывают, что первые люди жили на побережье реки Гамбия около 2000 лет до н. э. Первым известным письменным упоминанием Гамбии являются записи карфагенянина Ганнона, написанные после того, как карфагенские мореплаватели посетили реку Гамбия. В III веке н. э. сеть работорговли включила в себя регион реки Гамбия. Поздние королевства Фони, Комбо, Сине-Салом и Фулладу стали торговыми партнёрами крупных империй Западной Африки в Гамбии. В V—VIII веках большая часть сенегамбийской территории была заселена племенами серахуле, чьи потомки в настоящее время составляют около 9 % населения страны.
После арабского завоевания Северной Африки в начале VIII века на территории Империи Гана распространился ислам. Около 750 года в Вассу на северном побережье реки Гамбия было поставлено большое количество каменных столбов, самый крупный из которых высотой в 2,6 м весит 10 тонн. Камни похожи на отметки захоронений королей и вождей на территории Империи Гана. В XI веке некоторые исламские правители были похоронены на территории страны таким же образом, и часть каменных кругов объявили священными.
Восточная Гамбия была частью большой Западно-Африканской империи, которая процветала тысячелетие начиная с 300 года. Относительная политическая стабильность обуславливалась разрешением торговли и свободным перемещением людей через регион. Сильные королевства организовались из семей и кланов, таких, как волоф, мандинка и фульбе (фулани), создавая большие социальные и политические образования. Малые группы мандинка поселились на территории Гамбии в период XII—XIII веков, а империя Мандинка в Мали доминировала в регионе в XIII—XIV веках.

### Европейцы в Гамбии

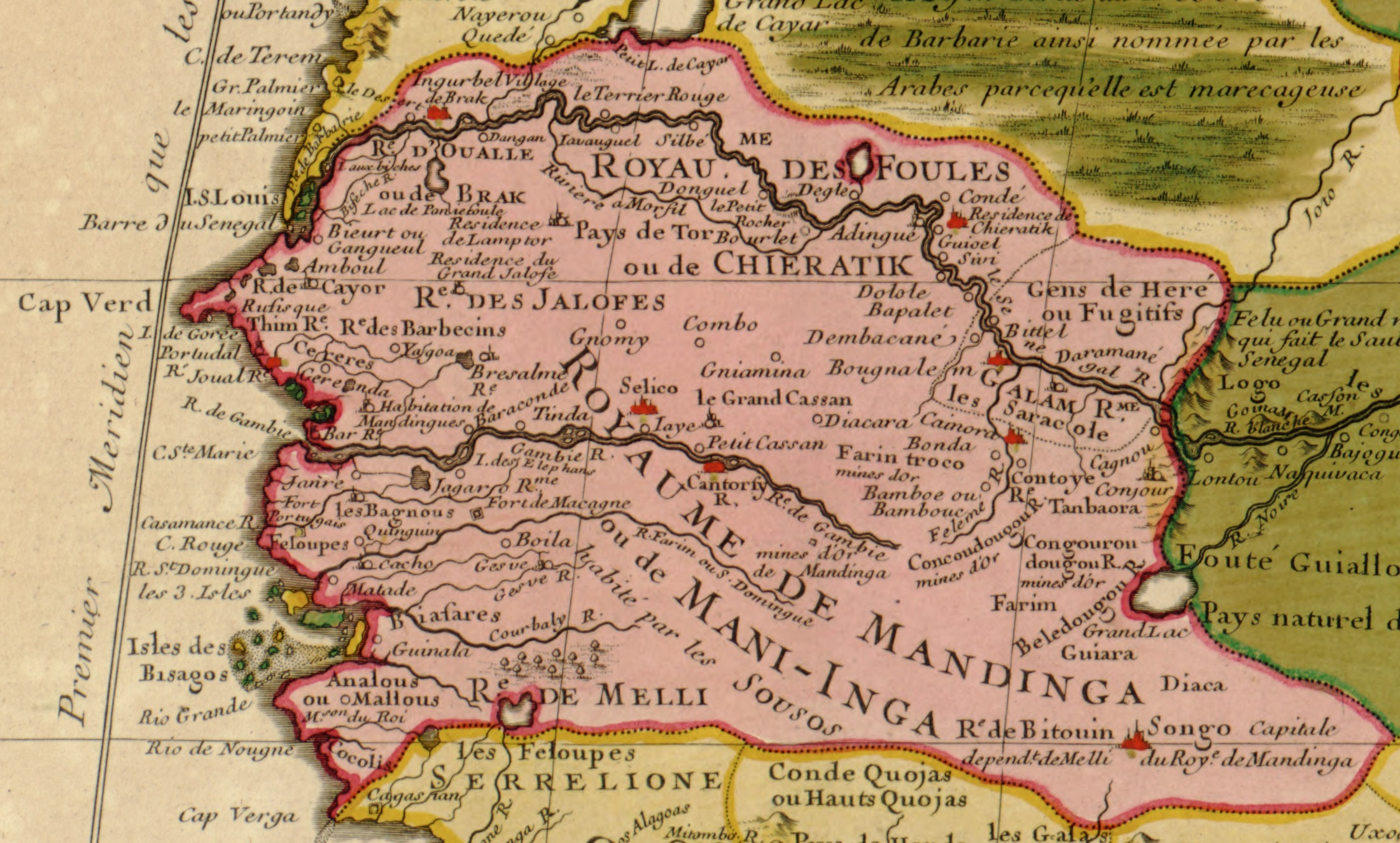
Карта региона (1707)

Первыми европейцами, открывшими Гамбию в 1455 году, были португальские мореплаватели Луиш де Кадамосту и Антониотти Усодимаре. В 1456 году они вернулись и совершили поездку на 32 км вверх по течению реки и проплыли мимо острова, который они назвали островом Святого Андрея в честь католического святого — покровителя погибшего моряка, которого они похоронили на этом острове (в дальнейшем остров переименовали в остров Джеймс). Первые португальские торговцы обнаружили людей племён мандинка и волоф в местах их современного проживания, в дальнейшем были ассимилированы местным населением.
В 1587 году англичане начали вести торговлю в регионе после того, как Приор Крита Антониу продал англичанам эксклюзивное право торговли на реке Гамбия. В 1621 году один из торговцев, Ричард Джобсон, описал жизнь скотоводов-фульбе и их взаимоотношения с мандинка. Между 1651 и 1661 годами часть Гамбии, приобретённая герцогом Якобом Кеттлером, находилась под управлением Курляндии. Курляндцы обосновались на острове Святого Андрея, который они использовали в качестве торговой базы до его захвата англичанами в 1661 году.

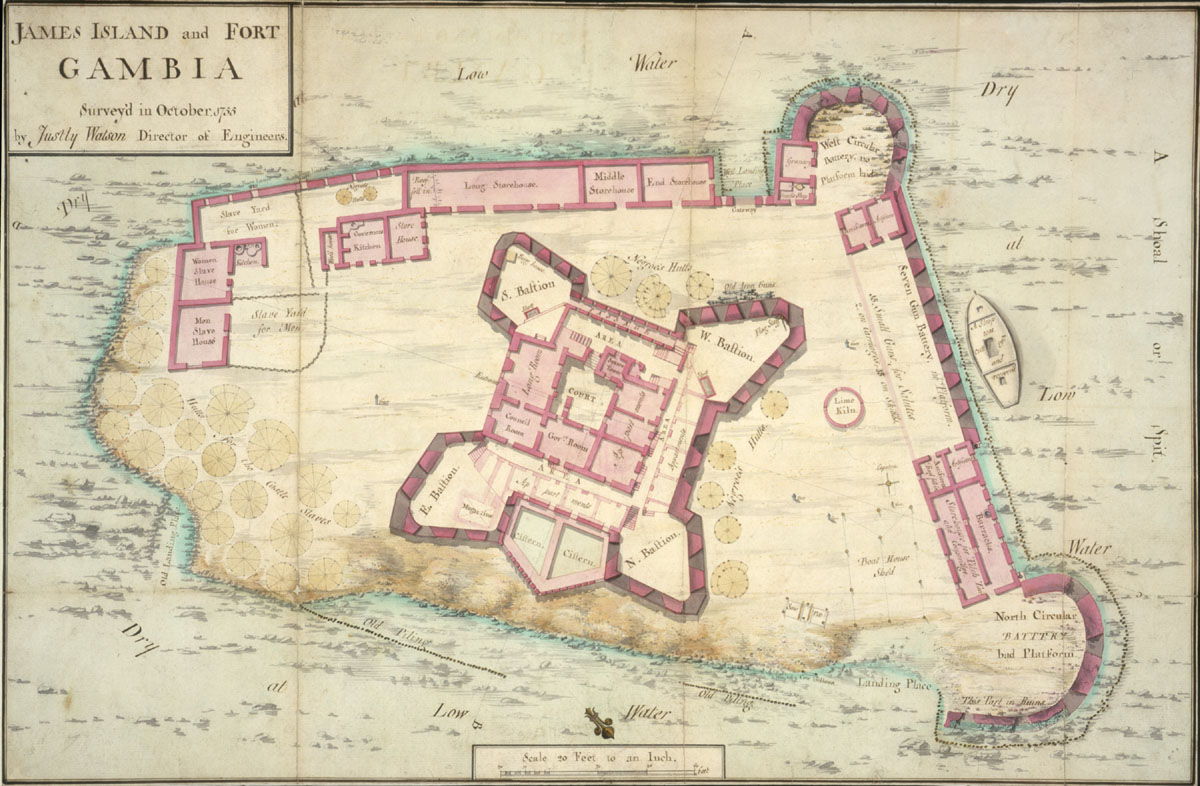
Карта острова Джеймс и форта (октябрь 1733)

В 1678 году Королевская Африканская Компания получила привилегию на торговлю в регионе и основала форт на острове Джеймс. В конце XVII—XVIII веках борьбу за контроль над регионом вели британцы, укрепившиеся примерно в 30 км вверх от устья реки в форте Сент-Джеймс, и французы, создавшие на северном берегу опорный пункт — форт Альбреда. И тех и других интересовали главным образом работорговля и потенциальные месторождения золота. В 1765 году форты и поселения в Гамбии перешли под контроль британской короны, и на протяжении следующих 18 лет Гамбия стала частью британской колонии Сенегамбия с центром в Сент-Луисе. По Версальскому договору 1783 года, Франция отказалась от претензий на территории вдоль реки Гамбия в обмен на часть Сенегала, сохранив только свой аванпост Альбреду, Гамбия перестала быть британской колонией и снова перешла к Королевской Африканской Компании.

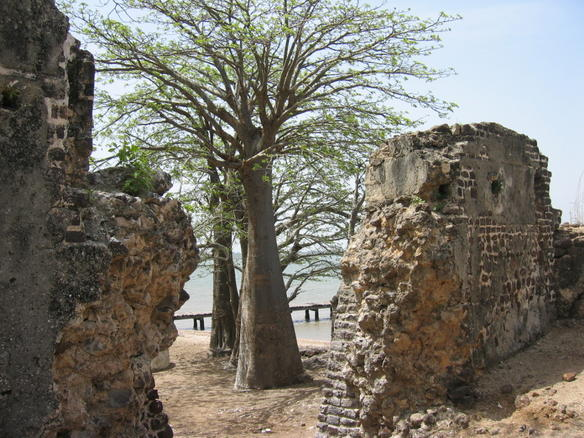
Руины на острове Джеймс

В 1807 году работорговля была запрещена на всей территории Британской империи, но вывоз рабов из Гамбии не прекратился. В апреле 1816 года капитан Александр Грант заключил договор с вождём Комбо на уступку острова Банжул. Он назвал его островом Святой Марии и основал поселение Батерст (переименован в Банжул в 1973 году). Отдалённость Батерста от основных центров работорговли и отсутствие у Великобритании чётко выраженных экономических интересов в этом регионе обусловили достаточно вялый характер британской политики. Поэтому в 1821 году британские поселения в Гамбии были переданы под управление администрации Сьерра-Леоне, которое продолжалось до 1888 года, исключая период 1843—1866 годов, когда Гамбия имела свою собственную администрацию.
К 1829 году были совершены первые торговые сделки по продаже арахиса. В 1851 году он уже составлял 72 % всего объёма экспорта. Препятствиями в росте объёмов торговли и сельского хозяйства были постоянные вооружённые столкновения между язычниками сонинке и мусульманами-марабутами. Для того, чтобы создать условия для торговли и уменьшить французское влияние в регионе, британцы приобретали у местных вождей небольшие территории, например, «уступленную милю» на северном берегу реки Гамбии в 1826 году и земельный участок на южном берегу в 1840 году. Также с вождями были подписаны договоры, в которых они соглашались на британский протекторат. В 1857 году французы передали британцам Альбреду в рамках обмена колониальными владениями. В 1888 году Гамбия вновь стала отдельной колонией, границы которой были определены соглашением с Францией 1889 года.
После 1888 года колония управлялась губернатором с помощью Исполнительного Совета и Законодательного Совета. В 1902 году остров Святой Марии был провозглашён коронной колонией в то время, как остальная часть страны стала протекторатом.
Во время Второй мировой войны войска Гамбии сражались на стороне войск союзников в Бирме, а Батерст служил в качестве остановки для самолётов ВВС США. Во время перелёта на конференцию в Касабланке и с неё здесь останавливался на ночь президент США Франклин Рузвельт, положив начало визитам американских президентов в страны африканского континента.
После Второй мировой войны в стране начались реформы, которые были направлены на постепенное увеличение представительства коренного населения в органах колониальной власти. В Конституции 1954 года были введены нормы, предоставившие право голоса взрослому населению страны, а также назначение министров-гамбийцев для совместной работы с британскими чиновниками.

### Независимая Гамбия
В 1960 году в протекторате было введено всеобщее право голоса, и Законодательный Совет был заменён на Палату представителей (House of Representatives), состоящую из 34 членов. В 1962 году была учреждена должность премьер-министра, и в Исполнительный совет стали входить губернатор в качестве председателя, премьер-министр и 8 министров. Первым премьер-министром стал Дауда Джавара, лидер Прогрессивной народной партии (PPP). 4 октября 1963 года Гамбия получила полное самоуправление. В феврале 1965 года вступила в силу конституция независимой Гамбии, провозгласившая страну конституционной монархией в рамках Содружества наций. После референдума 23 апреля 1970 года Гамбия стала республикой.
27-30 октября 1980 года имели место массовые беспорядки, в организации которых власти обвинили Ливию, ранее отказавшуюся предоставить экономическую помощь Гамбии. 31 октября в страну прибыли сенегальские войска, которые помогли подавить волнения, в ходе которых погибло до 900 человек.
В ночь с 29 на 30 июля 1981 года в стране была совершена попытка государственного переворота, к власти пришёл Национальный революционный совет в составе 3 военных и 9 гражданских лиц во главе с 29-летним Кукои Самба Саньянгом — все члены левой марксистской Гамбийской социалистической революционной партии, ранее действовавшей в подполье. Свергнутое правительство было охарактеризовано как «трайбалистское, коррумпированное и деспотическое». Целью новой власти были провозглашены экономическая независимость, преодоление социальной несправедливости и неравенства, преодоление трудностей в снабжении продовольствием. По радио было заявлено, что переворот «направлен против империализма и неоколониализма». Однако уже 31 июля, после консультаций с Францией, в страну были введены сенегальские сухопутные и воздушно-десантные войска. К исходу 2 августа ими был полностью занят Банжул, к вечеру 5 августа восстание было подавлено, Кукои Самба Саньянг с соратниками бежали сначала в Гвинею-Бисау, потом получили политическое убежище в Ливии, от 500 до 1000 человек погибли в ходе мятежа и подавления, был причинён большой ущерб экономике. 35 повстанцев в июле 1982 года были приговорены к смертной казни, однако ни один смертный приговор не приведён в исполнение.
В феврале 1982 года вступило в силу соглашение с Сенегалом о создании Конфедерации Сенегамбия, в которой Гамбия сохраняла собственное правительство, внешнеполитическую и финансовую самостоятельность. В рамках конфедерации были предусмотрены координация внешнеполитических акций, транспортной политики и объединение вооружённых сил и сил безопасности двух стран. Джавара был избран на новый президентский срок в мае 1982 года, получив 72,4 % голосов избирателей. В марте 1987 года он победил на выборах с 59,2 % голосов (два оппонента). В 1988 году сообщалось о разоблачении новой попытки государственного переворота (участники получили от 9 до 30 лет тюрьмы). Следствие заявило об участии в ней сенегальского оппозиционера Абдулая Вада (президента Сенегала в 2000—2012 годах) и всё того же Кукои Саньянга.
В 1989 году Конфедерация Сенегамбия распалась из-за требований гамбийской стороны об усилении своей роли в деятельности высших органов конфедерации. В последующие годы отношения между Гамбией и Сенегалом оставались напряжёнными. В апреле 1992 года Джавара вновь переизбирается с 59 % голосов (ближайший из четырёх оппонентов — Шериф Мустафа Дибба получил 22 %).
В марте 1992 года Джавара обвинил Ливию в поставке оружия формированию Самбы Саньянга, лидера восстания 1981 года, что ливийская сторона не признала. Такие же обвинения в отношении Ливии, а также Буркина-Фасо, он высказывал и в 1988 году. В 1992 году президент объявил амнистию для большинства членов Движения за справедливость в Африке (MOJA), причастных к событиям 1981 года. В апреле 1993 года двое из лидеров MOJA вернулись из ссылки и организовали политическую партию.

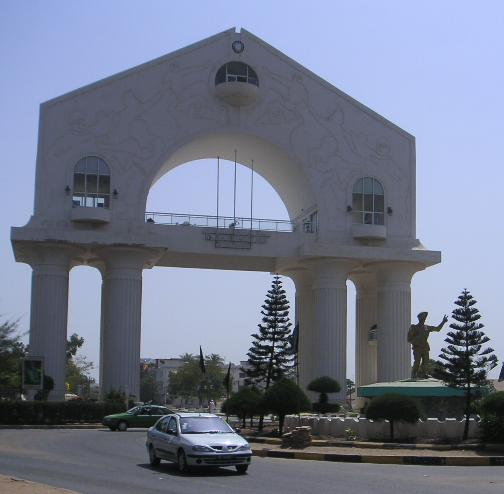
Мемориальная арка в Банжуле, установленная в честь переворота 1994 года

22 июля 1994 года Джавара был свергнут в результате бескровного военного переворота, руководимого лейтенантом Яйя Джамме. Президент Джавара получил убежище на американском военном корабле, на котором он находился во время переворота. Хунта младших офицеров и некоторых гражданских лиц приостановила действие конституции, запретила любую политическую деятельность, заключила под домашний арест старших офицеров и действующих министров. Был сформирован Временный Управляющий Совет Вооружённых сил (Armed Forces Provisional Ruling Council), который пообещал восстановить гражданское правление к декабрю 1998 года. Европейский союз и США приостановили поставку помощи стране и настаивали на возвращении гражданского режима. В 1995 году вице-президент Сана Себалли пытался провести ещё один переворот с целью свержения военного режима, но эта попытка не увенчалась успехом. Изолированный от развитых западных стран Яйя Джамме в 1994 году установил отношения с Ливией, в 1995 году — с Тайванем, что повлекло разрыв отношений с Китаем. Были также заключены экономические соглашения с Ираном и Кубой. 23 ноября 2010 года Гамбией были расторгнуты дипломатические соглашения с Ираном.
На референдуме 1996 года за проект новой конституции проголосовало около 70 % гамбийских избирателей. Во исполнение её положений Джамме уволился из вооружённых сил. 26 сентября 1996 года на президентских выборах, к участию в которых была допущена только часть политических партий, Яйя Джамме победил с 55,76 % голосов (Усаину Дарбое — 35,8 %, Амат Ба — 5,8 %). Через два дня после выборов он распустил Временный Управляющий Совет Вооружённых сил, который он создал после обретения власти в 1994 году, и объявил о выборах в парламент в 1997 году, на которых впечатляющую победу одержала партия президента. Содружество наций поставило под сомнение честность и справедливость проведённых в 1996 и 1997 годах выборов.
Первым посещением Джамме развитых стран стал официальный визит во Францию в феврале 1998 года, в ходе которого были подписаны соглашения о техническом, культурном и научном сотрудничестве. В 1999 году Джамме выступил посредником между повстанцами Касамансе и сенегальским правительством, что увеличило международный авторитет страны и способствовало выдаче стране ряда кредитов Африканского банка развития, ОПЕК и Исламского банка развития.
В октябре 2001 года Джамме был переизбран на должность президента с 52,96 % голосов, а в октябре 2006 года с 67,3 % голосов (Усаину Дарбое — 26,6 %).
2 октября 2013 года Гамбия заявила о своём выходе из Содружества наций, назвав эту организацию институтом неоколониализма.
12 декабря 2015 года президент Гамбии Яйя Джамме объявил страну исламской республикой. «С сегодняшнего дня Гамбия — исламское государство. Мы будем исламским государством, которое будет уважать права граждан», — говорится в заявлении лидера страны.
В январе 2017 года Джамме отказался признать итоги президентских выборов, по которым он был признан проигравшим. В ответ на это международная коалиция 19 января 2017 года вторглась на территорию Гамбии из Сенегала, чтобы принудить Джамме к исполнению результата выборов. После этого, под давлением со стороны Экономического сообщества западноафриканских государств (ЭКОВАС), Яйя Джамме отказался от претензий на пост президента Гамбии и покинул страну, отправившись в столицу Гвинеи — город Конакри.
В декабре 2022 года правительство Адама Барроу предотвратило военный переворот в стране.

## Политическое устройство

### Политика
Политика Гамбии осуществляется в рамках президентской республики, при которой президент Гамбии является одновременно главой государства и главой правительства, а также многопартийной системы. Исполнительная власть осуществляется правительством. Законодательная власть принадлежит как правительству, так и парламентам.

### Государственный строй
Действующая Конституция, принятая 16 января 1997 года, устанавливает республиканскую президентскую форму правления (Конституция Республики Гамбия, ст. 1). Согласно Economist Intelligence Unit страна в 2018 была классифицирована по индексу демократии как гибридный режим.

#### Исполнительная власть
Исполнительная власть сосредоточена в руках президента Гамбии, который является главой государства, правительства и главнокомандующим вооружённых сил страны (К., ст. 61). Президентом может стать гражданин Гамбии в возрасте от 30 до 65 лет, проживающий на территории страны не менее 5 лет, имеющий среднее образование и избранный депутатом Национальной Ассамблеи (К.. ст. 62). Президент страны избирается на основе всеобщего избирательного права сроком на 5 лет (К., ст. 63).
Конституцией закреплена должность вице-президента, который замещает главу государства в случае невозможности исполнения им своих обязанностей. Вице-президент должен соответствовать требованиям, предъявляемым к главе государства, за исключением того, что он не обязательно должен быть избранным депутатом (К., ст. 70).
Правительство состоит из Президента страны и не менее 15 секретарей (министров), которые назначаются Президентом и не должны быть членами Национальной Ассамблеи (К., ст. 71).

#### Законодательная власть
Законодательным органом страны является Национальная Ассамблея (англ. National Assembly), состоящая из 48 членов, избираемых по одномандатным округам, и 5 членов, назначаемых президентом страны (К., ст. 88). Членом Национальной Ассамблеи может быть гражданин Гамбии не младше 21 года, постоянно проживающий на территории страны не менее одного года, владеющий английским языком (К., ст. 89). Депутаты могут быть отозваны при условии наличия обоснованных причин и петиции, подписанной не менее одной трети избирателей округа (К., ст. 92). На первом заседании Национальной Ассамблеи избирается спикер (К., ст. 93).

#### Судебная власть

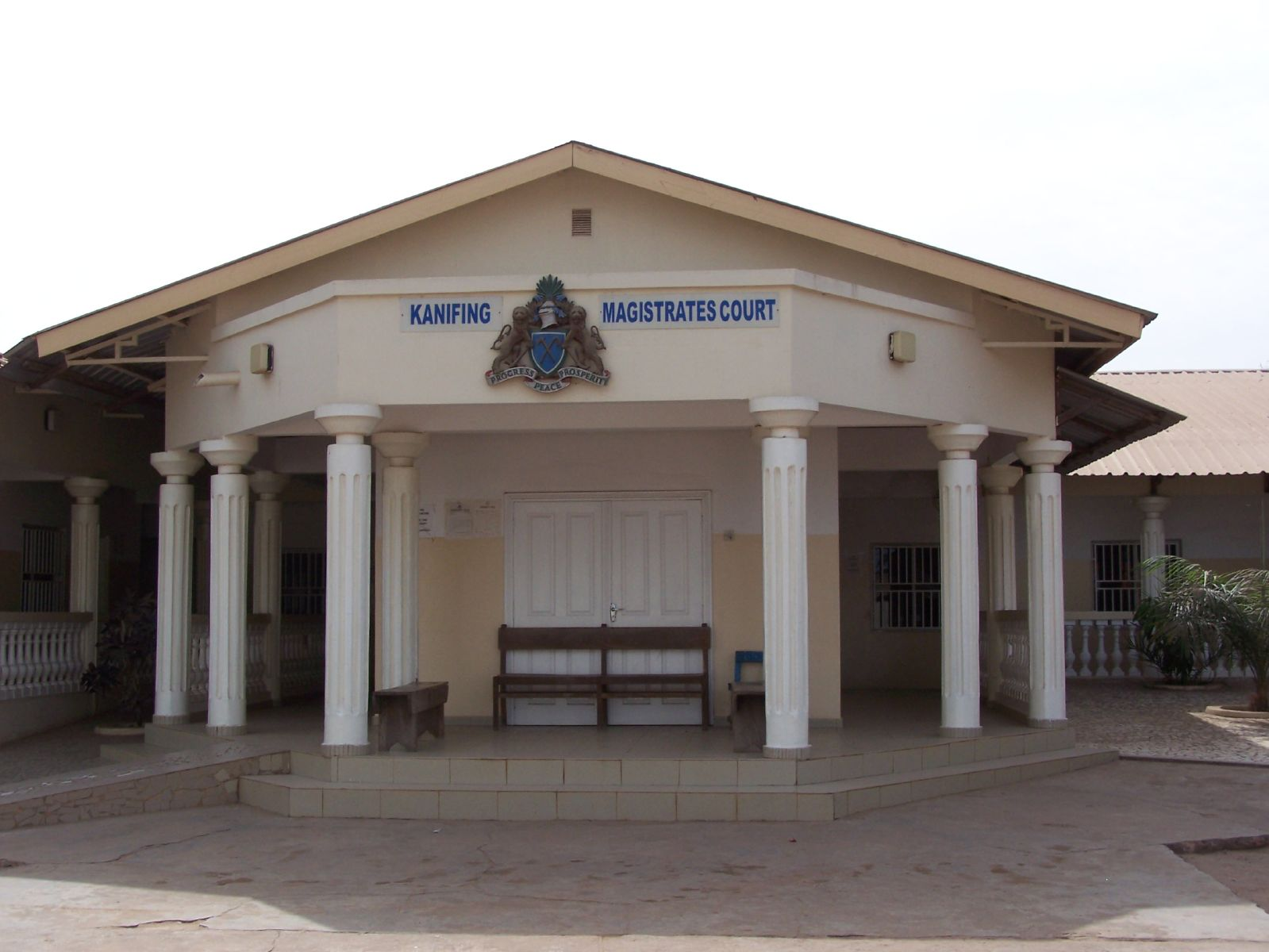
Магистратский суд в Канифинге

Система судебных органов Гамбии представлена верховным судом (англ. Supreme Court), апелляционным судом, высоким судом (англ. The High Court), специальным уголовным судом (англ. Special Criminal Court), магистратскими судами, судами кади, окружными трибуналами (К., ст. 120).
Верховный суд — суд высшей инстанции страны, состоит из министра юстиции и минимум 4 других судей(К., ст. 125). Высокий суд состоит из министра юстиции и минимум 7 других судей, назначаемых Президентом Гамбии, и рассматривает любые гражданские и уголовные иски, а также даёт официальную трактовку прав человека, указанных в Конституции страны (К., ст. 131).

#### Местное управление
Местные правительства согласно Конституции основаны на принципе демократически избираемых советов с высокой степенью автономии. Географические границы действия местных правительств определяются Независимой избирательной комиссией (К., ст. 192). В компетенцию местной власти входят развитие инфраструктуры территории, поддержка коммерческой деятельности, участие местных жителей в развитии и управлении районом, управление и контроль над финансами района, охрана окружающей среды, развитие гамбийских традиций и культуры и др. (К., ст. 193).

#### Избирательные округа
Страна разделена на 48 избирательных округов, которые не выполняют каких-либо административных функций. Избирательными правами наделяются все граждане Гамбии, достигшие 18 лет (К., ст. 39).

### Политические партии
Первая политическая партия Гамбии — Демократическая партия — была основана в 1951 году Джоном Файе. В 1952 году были организованы Мусульманская партия Конгресса (МП) и Объединённая партия (ОП). В 1958 году была создана Народная прогрессивная партия (НПП) (лидер — Дауда Кайраба Джавара), которая управляла страной до обретения независимости. В 1968 году произошло слияние МП и НПП. Затем для участия в выборах 1977 года были созданы Национальная либеральная партия и Партия национального конвента (ПНК).
На протяжении 1977—1994 годов Народная прогрессивная партия по результатам выборов занимала подавляющее большинство мест в парламенте страны (27 мест — в 1977 и 1982 годах, 31 место — в 1987 году, 25 — в 1992 году). Второе место на выборах неизменно занимала ПНК. Среди других партий, принимавших участие в политической жизни страны, — Народная партия Гамбии (GPP), Народная демократическая организация за независимость и социализм (PDOIS), Народная демократическая партия Гамбии (PDP) и Движение за справедливость в Африке (MOJA).
После государственного переворота в 1994 году был введён запрет на политические партии, который продлился до 1996 года, однако запрет на некоторые партии (Национальная прогрессивная партия, Народная партия Гамбии и Партия национального конвента) был снят избирательной комиссией лишь в 2001 году.
2 января 1997 года прошли выборы в Ассамблею, на которых Альянс за патриотическую переориентацию и созидание (APRC) под предводительством Яйя Джамме занял 33 места из 45, Объединённая демократическая партия — 7 мест, Национальная партия примирения — 2 места, PDOIS — 1 место, независимые кандидаты — 2 места.
В начале 2000 года последовал скандал с APRC после того, как её генеральный секретарь Фоди Макало исчез с большей частью её денег. На парламентских выборах, прошедших 17 января 2002 года, APRC заняла 45 из 48 мест. PDOIS заняла 3 места. Основной конкурент партии власти — Объединённая демократическая партия — бойкотировала выборы, и в 33 избирательных округах из 48 кандидатам из APRC никто не оппонировал. Бывший глава государства Дауда Кайраба Джавара вернулся из ссылки в 2002 году при условии неучастия в политических партиях.

### Вооружённые силы
Армия Гамбии состоит из 800 человек (март 2006 года), большая часть которых служит в двух пехотных батальонах. Военно-морской флот включает 70 человек и 3 катера (2002). Затраты на вооружённые силы в 2003 году составили 0,5 % ВВП или 1 доллар США на душу населения.

### Внешняя политика
В области внешней политики правительство Гамбии провозгласило принцип неприсоединения, а также развития дружбы и сотрудничества со всеми странами. 18 февраля 1965 года Гамбия подписала с Сенегалом договоры о сотрудничестве в области обороны и безопасности и о совместной внешней политике. 17 июля 1965 года установлены дипломатические отношения между Гамбией и СССР. 21 сентября 1965 года Гамбия принята в ООН. Гамбия также входит в Африканский союз, Движение неприсоединения, Экономическое сообщество стран Западной Африки (ЭКОВАС), Организацию Исламская конференция (ОИК), Организацию развития бассейна реки Гамбия, международную организацию стран АКТ и другие.

## Административное деление

Районы Гамбии

Гамбия разделена на один город и 5 округов (англ. Division) (в скобках административные центры):
1. Нижняя Река (англ. Lower River) (Манса-Конко)
2. Центральная Река (англ. Central River) (Янянбурех)
3. Северный Берег (англ. North Bank) (Кереван)
4. Верхняя Река (англ. Upper River) (Бассе-Санта-Су)
5. Западный район (англ. Western Division) (Брикама)
6. Банжул (англ. Banjul) — город.

Они в свою очередь разделены на 37 районов (англ. district), один из которых — Северный Комбо (Комбо Сент Мэри) является частью агломерации Большой Банжул.

## Население

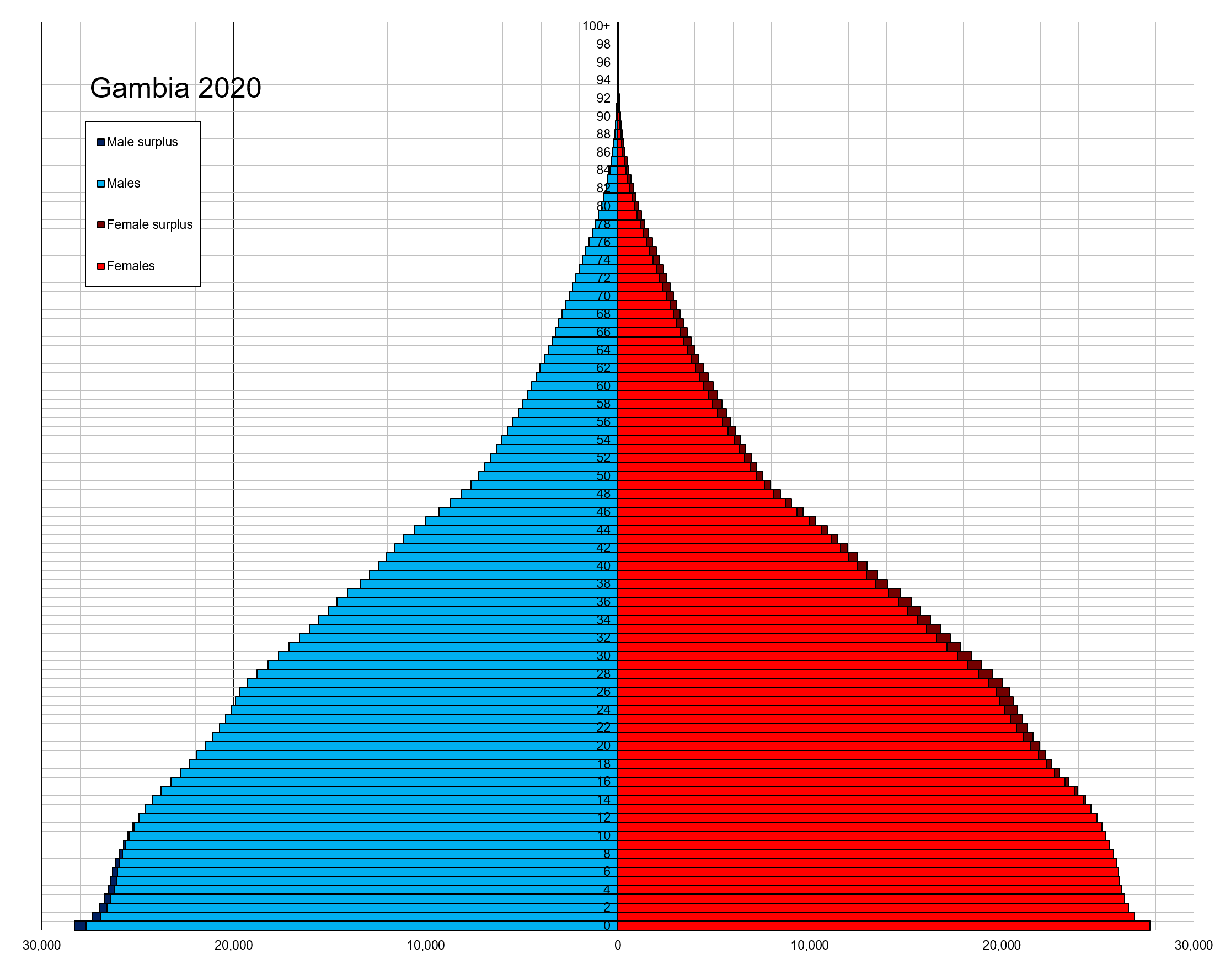
Возрастно-половая пирамида населения Гамбии на 2020 год

### Демографические данные

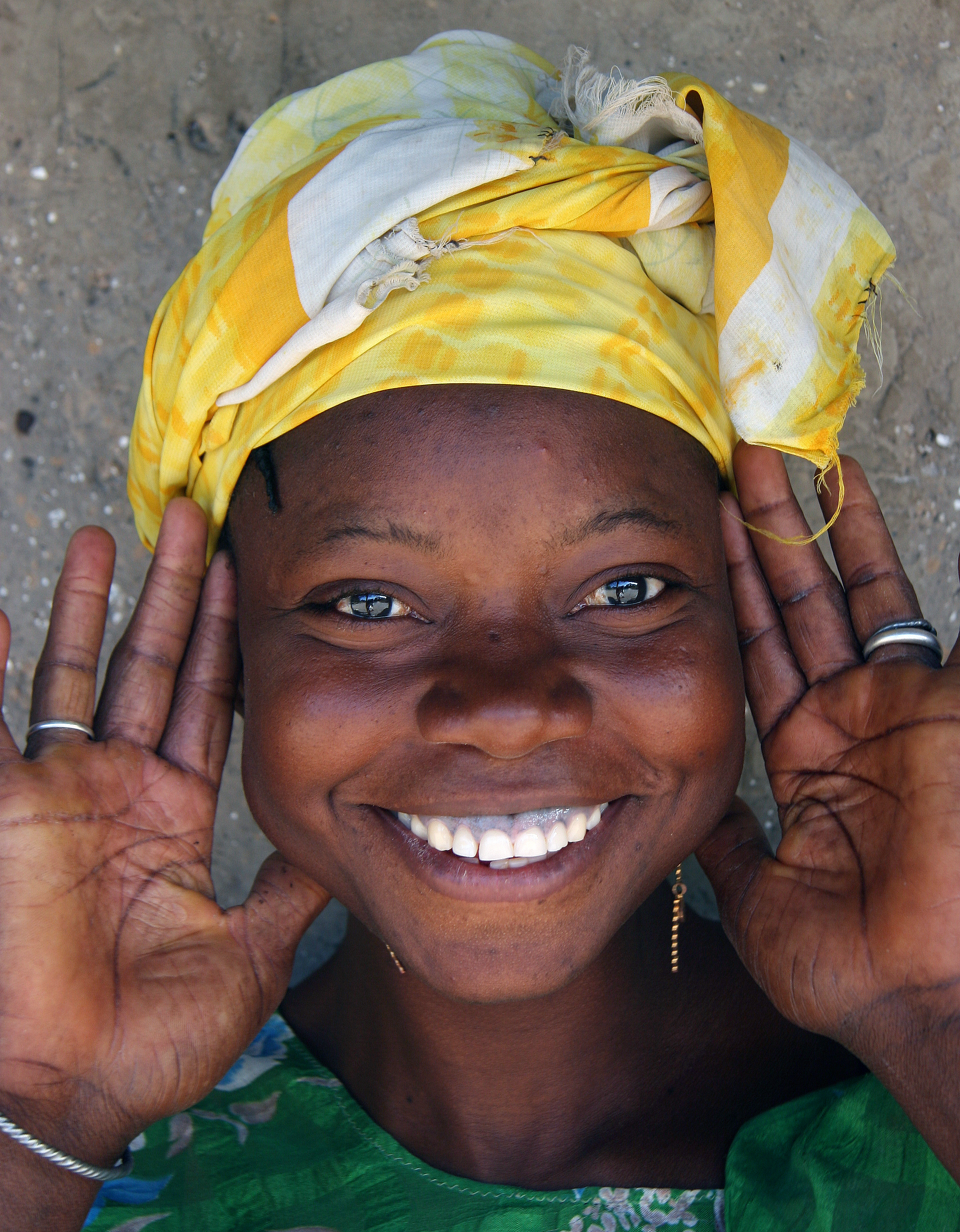
Улыбающаяся девочка из Серекунды

Население страны составляет 2 173 999 (2020), из которых 99 % африканцы в том числе: 42 % — мандинка, 18 % — фульбе, 16 % — волоф, 10 % — диола, 9 % — сонинке; в стране проживают также креолы аку. Плотность населения — 192,4 человек на км². В городах проживает 62,6 % населения страны (2020).
В половом разрезе наблюдается незначительное преобладание женщин (51 %) над мужчинами (49 %) (2020). 35,96 % населения относится к возрастной группе до 14 лет; 20,09 % — от 15 до 24 лет; 35,85 % — от 25 до 54 лет; 4,4 % — от 55 до 64 лет, 3,69 % — 65 лет и выше (2020). Средняя продолжительность жизни (2020): 63,5 года (мужчины); 68,3 лет (женщины).
Рождаемость — 27 на 1000 жителей (2020), смертность — 6,7 на 1000 жителей (2020). Естественный прирост — 27,4 на 1000 жителей (2005). Младенческая смертность — 54,9 на 1000 новорождённых (2020).
Экономически активное население (2007): 777 100 человек.
Каждый год в страну прибывают 20-30 тыс. мигрантов из Сенегала, Мали и Гвинеи, которые в основном работают на сборах урожая арахиса. Жители Гамбии также легко могут покидать территорию страны, что облегчается тем, что государственная граница плохо размечена и во многих местах не охраняется. В 2000 году в стране проживали 185 000 мигрантов, в том числе 12 000 беженцев.

### Религия

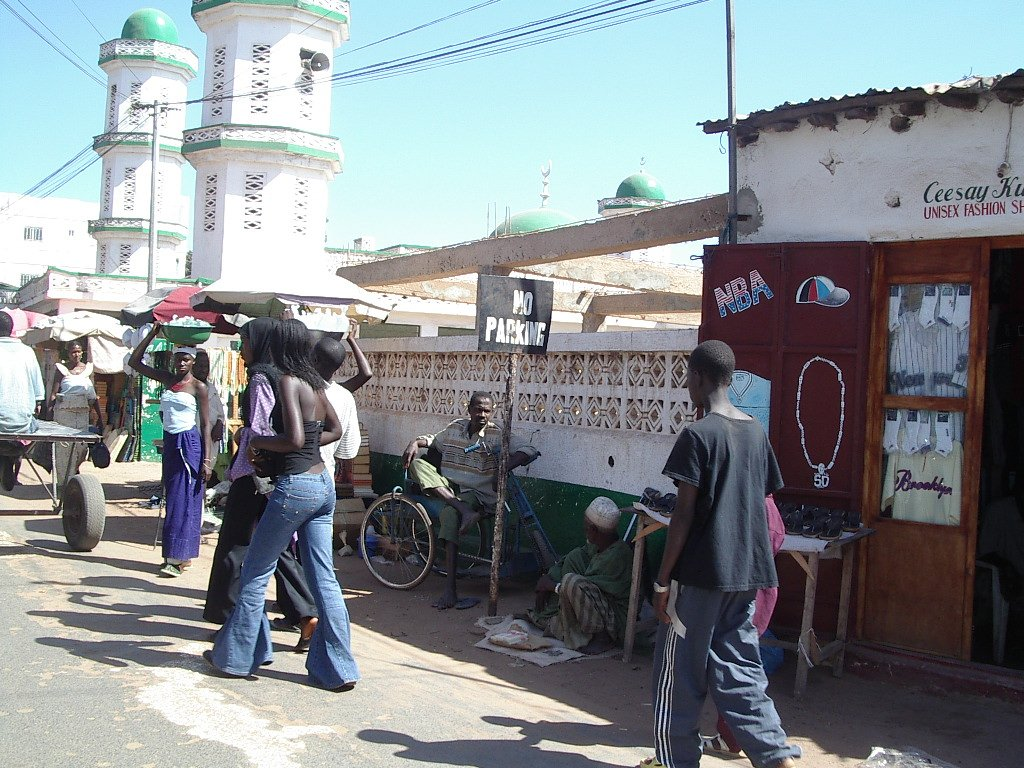
Мечеть в Серекунде

Ислам (в основном суннитского толка) исповедуют 95,7 % населения, христианство — 4,2 %, традиционные верования — 0,2 % (анимализм, фетишизм, культ предков, сил природы и др.) (2013). Распространение ислама началось в XII—XIII веках. У части мусульман пользуется влиянием суфийский орден тиджанийя. Христианство стало распространяться со второй половины XIX века, но католические храмы существовали на территории Гамбии уже в конце XV — середине XVII века. Насчитывается также небольшое число приверженцев религии бахаи.

### Языки
Английский язык является официальным. Население разговаривает также на местных языках, основные из них:
- мандинка (нигеро-конголезская группа, семья манде, западная ветвь, центральная подветвь, группа манден, западный кластер) — 453 500 человек (2002) в основном в западной части страны;
- фула (нигеро-конголезская группа, атлантическая семья, северная группа, сенегамбийские языки, фула-волоф) — 262 550 человек (2002);
- волоф (нигеро-конголезская группа, атлантическая семья, северная группа, сенегамбийские языки, фула-волоф) — 165 000 человек (2002) в западной, южной и центральной частях страны;
- сонинке (нигеро-конголезская группа, семья манде, западная ветвь, северо-западная подветвь, сонинке-бобо) — 66 175 человек (2002) в юго-восточной части страны;
- диола-фоньи (нигеро-конголезская группа, атлантическая семья, северная группа, бак, диола) — 59 650 человек (2002) в основном в западной части страны;
- серер-син (нигеро-конголезская группа, атлантическая семья, северная группа, сенегамбийские языки, серер) — 28 360 человек (2002) на северо-западе страны;
- манджак (нигеро-конголезская группа, атлантическая семья, северная группа, бак, мандаку-пепель) — 19 250 человек (2002) в западной и северной частях страны;
- манинка (нигеро-конголезская группа, семья манде, западная ветвь, центральная подветвь, группа манден, восточный кластер) — 12 600 человек (2004) в восточной части страны[47].

## Экономика
Гамбия — экономически слаборазвитое аграрное государство, в котором 30 % ВВП обеспечивает сельское хозяйство, в котором занято около 75 % трудоспособного населения (примерно на 20 % больше, чем в начале 1990-х). Главной сельскохозяйственной культурой традиционно является арахис, служащий основным источником получения валюты (40 % стоимости экспорта). Промышленность слабо развита и представлена предприятиями малого и среднего бизнеса. Действуют предприятия по производству строительных материалов, пива и безалкогольных напитков, очистке и переработке арахиса. Развиты кустарные промыслы — выделка кож, гончарное дело и другие. Сфера услуг даёт 3,3 % ВВП. Быстро развивается туризм, обеспечивающий приток в страну твёрдой валюты.
Валовый национальный продукт составляет 442 млн долларов США, 290 долларов на душу населения (2005), по ППС — 1,338 млрд долларов США, 800 долларов — на душу населения (2007).
Основные товары, производимые в стране (в год):
- Земледелие (2004): просо — 129 000 т, арахис — 120 500 т, рис-падди — 40 400 т, кукуруза — 36 100 т, плоды масличной пальмы — 35 000 т, сорго — 32 100 т, овощи — 9 000 т, кассава — 7 500 т, бобовые — 3 200 т.
- Животноводство и рыболовство (2004): КРС — 328 000 шт., козы — 265 000 шт., овцы — 147 000 шт., продукты рыболовства — 31 423 т.
- Добыча полезных ископаемых: песок и глина (12 400 т, 2004), используемые для внутренних нужд страны.
- Производство: продукты питания — на сумму 6 млн долларов США (1995), текстиль одежда и обувь — 750 тыс. долларов, товары деревообрабатывающей промышленности — 550 тыс. долларов.
- Производство электроэнергии (2004) — 128 млн кВт·ч[49].

| Сектор                                         | 2004              | 2004          | 1993               | 1993                               |
| Сектор                                         | Объём, млн даласи | доля в ВВП, % | Количество занятых | Доля в общем количестве занятых, % |
| ---------------------------------------------- | ----------------- | ------------- | ------------------ | ---------------------------------- |
| Сельское хозяйство                             | 127,79            | 30,0          | 181 752            | 52,6                               |
| Обрабатывающая промышленность                  | 20,64             | 4,8           | 21 682             | 6,3                                |
| Разработка полезных ископаемых и строительство | 26,58             | 6,2           | 9 679              | 2,8                                |
| Коммунальные услуги                            | 14,18             | 1,0           | 1 858              | 0,5                                |
| Транспорт и коммуникации                       | 73,42             | 17,2          | 14 203             | 4,1                                |
| Торговля                                       | 67,40             | 15,8          | 54 728             | 15,8                               |
| Финансы и недвижимость                         | 23,33             | 5,5           | 2 417              | 0,7                                |
| Государственное управление                     | 28,67             | 6,7           | 41 254             | 11,9                               |
| Услуги                                         | 14,19             | 3,3           | 41 254             | 11,9                               |
| Другое                                         | 39,93             | 9,4           | 17 412             | 5,0                                |
| Итого                                          | 436,13            | 100,0         | 345 381            | 100,0                              |

### Сельское хозяйство
Общая площадь земель, используемых в сельском хозяйстве — 250 000 га (193 000 га в 1994 году). Главной сельскохозяйственной культурой является арахис

, 75 % которого идёт на экспорт, а 25 % употребляются внутри страны. Сельское хозяйство обеспечивает 25 % ВВП и 90 % экспорта (в основном арахис). 50 % сельскохозяйственных земель (80 000—90 000 га) заняты под арахис, 25 % (40 000 га) — под ранние сорта проса, 8 % (14 000 га) — под рис, далее следуют кукуруза, поздние сорта проса и сорго. Также развито производство овощей и фруктов, которые в последние годы играют важную роль в экспорте страны.
Большинство фермерских хозяйств владеют не более 3 га земли. Существует большая зависимость от рабочей силы и традиционных технологий ведения сельского хозяйства с применением животных. Мужчины, в основном, заняты на производстве арахиса, а женщины — в выращивании риса, где используются интенсивные методы ведения сельского хозяйства. Однако, в последнее время гендерное разделение труда сглаживается: в производстве арахиса занято 23 % женщин, а в Верхней Реке — 66 % женщин.

### Туризм
История туризма в Гамбии начинается с посещения страны группой трёхсот шведских туристов в 1965 году, организованной шведом Бертилом Хардингом. В 1976 году количество туристов, посетивших страну, достигло 25 000, в 1998 году — 96 000. В 2004 году туризм принёс стране доход в 59 млн долларов США. Индустрия туризма составляет около 16 % ВВП и обеспечивает 10 000 рабочих мест. Наибольшее количество туристов приходится на Великобританию (41 %), далее следуют Нидерланды, Испания, скандинавские страны. На эти 4 региона приходится 87 % всех прибывающих в страну людей. 70 % туристов посещают страну в период с ноября по апрель. В настоящее время туризм нуждается в инвестициях для развития гостиничной инфраструктуры и проведения маркетинговых работ.
С января 2002 года в стране работает Туристская организация Гамбии (англ. Gambia Tourism Authority - GTA), которая поставила перед собой цель сделать страну «туристским и бизнес-центром мирового класса»
.

### Транспорт и коммуникации
Протяжённость дорожной сети (2003) 3742 км, включая 19 % дорог с твёрдым покрытием. Дорожно-транспортных средств в эксплуатации (2003): легковых — 8109, грузовых и фургонов — 2961. Имеется единственный светофор, установленный в 2000 году. 

Железные дороги отсутствуют. 

Единственный мост через реку Гамбия — мост Сенегамбия (Транс-Гамбия Хайвей), открытый в январе 2019 года. 

Крупнейший порт — Банжул. Торговый флот (1998) — 5 судов (4 грузо-пассажирские, 1 нефтяной танкер).

Имеется один международный аэропорт в Юндуме (27 км на юго-западе от Банжула).
Количество стационарных телефонов (2005) — 44 000 (29 на 1000 человек), сотовых телефонов — 247 500 (163 на 1000 человек). Два провайдера обеспечивают 49 тыс. пользователей сети Интернет (2004).

### Денежная единица
Национальной валютой Гамбии является даласи, равный 100 бутутам. Даласи был введён в обращение в 1971 году, заменив гамбийский фунт по курсу 1 фунт = 5 даласи, то есть 1 даласи = 0,2 фунта = 4 шиллинга. В обращение были введены банкноты 1, 5, 10, 25, 50, 100 даласи, монеты 1, 5, 10, 25, 50 бутутов и 1 даласи. Деньги нового образца были выпущены в 1998 году. В 2015 году в оборот вводится новая серия банкнот: 5, 10, 20, 50, 100 и 200 даласи; на всех банкнотах серии изображён президент Яйя Джамме. Одной из статей дохода страны является также выпуск юбилейных и памятных монет качества пруф.

### Внешнеэкономические связи
Экспорт (2017): 72,9 млн долларов США, продукты из арахиса, рыба, хлопчатобумажная пряжа, пальмовые ядра. Основные партнёры по экспорту — Гвинея-Бисау — 51,9 %, Вьетнам — 14,6 %, Сенегал — 8,8 %, Мали — 7,2 % (2017 год).
Импорт (2017): 376,9 млн долларов США (продукты питания, примышленные товары, топливо, машины и транспортное оборудование). Основные партнёры по импорту: Кот-д'Ивуар 11,5 %, Бразилия 10,6 %, Испания 10,2 %, Китай 7,8 %, Россия 6,4 %, Нидерланды 5,3 %, Индия 5 % (2017 год).
Международная помощь, перечисляемая Гамбии, составляет 8 млн долларов в год (2004). Внешний долг: 586,8 млн долл. США (31 декабря 2017 года).

## Культура

### Искусство

#### Изобразительное искусство
Среди гамбийских художников, которые работают с холстом, рисунком или литографией наиболее известны Момоду Сисэ, Бабукарр Эту Ндоу, Ньогу Турэ, Малик Сисэ, Эдриса Джобе. Этими художниками был основан ряд художественных галерей: Кьор (город Бакау, основана Момоду Сисэ), галерея в Туджеренге (округ Южный Комбо, основана Бабукарром Эту Ндоу) и другие.

#### Музыка

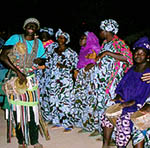
Гамбийские барабанщики на фестивале

Традиционными музыкальными инструментами Гамбии являются балафон, кора и джембе. В плане музыкальных традиций страна очень близка с соседним Сенегалом. Гриоты (или джели), традиционные певцы мандинка, очень распространены в регионе. Район Брикамы является родиной некоторых всемирно известных исполнителей-гриотов таких, как Амаду Бансанг Джобарте и Фодай Муса Сусо. Последний основал в 1970-х годах в Нью-Йорке «Общество гриотов мандинго», принеся музыку манде на авангард-сцену Нью-Йорка в сотрудничестве с Биллом Ласуэллом, Филипом Глассом и «Kronos Quartet».
Гамбийская поп-музыка началась с появления в 1960-х годах групп «The Super Eagles» и «Guelewar», которые образовались как хип-хоп группы, исполняющие американскую, британскую и кубинскую музыку. «The Super Eagles» посетила Лондон, где исполняла музыку в стиле меренге и других поп-жанрах с использованием лирики волоф. После этого группа была расформирована в 1970 году и, вновь собравшись в 1973 году, стала исполнять «афро-мандинко блюз» под названием «Ifang Bondi».

### Музеи

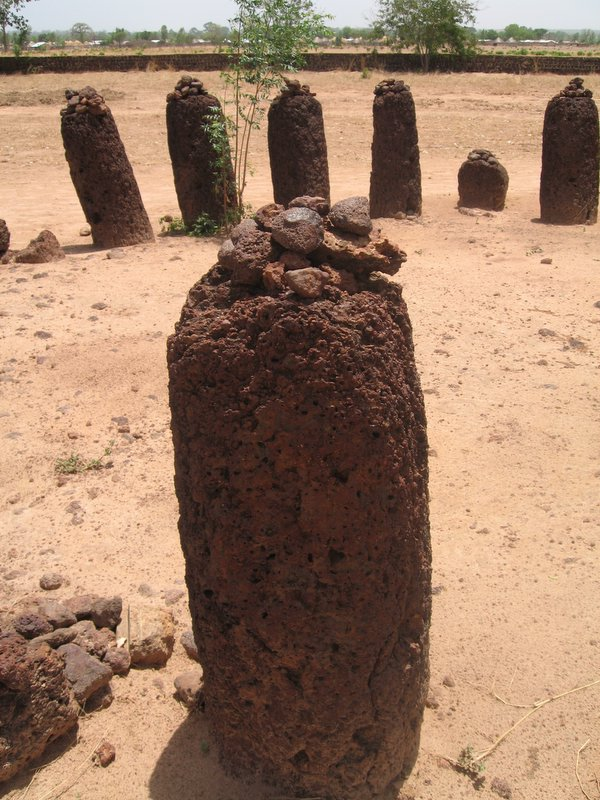
Каменные круги в Вассу

- Национальный Музей Гамбии, основанный в 1982 году в Банжуле, располагает большой коллекцией археологических находок, этнографических материалов и документов колониального периода, охватывая историю страны от палеолита до современных дней[65].
- Этнографический музей в Керр Батче знаменит своими каменными кругами, также содержит подборку предметов и документов, посвящённых жизни страны в колониальный период[66]. Каменные круги можно также увидеть в музее Вассу.
- Музей рабства в деревнях Альбреда и Джуфурех располагается в родовом доме Алекса Хали (основателя музея) и здании, построенном британцами примерно в 1840 году и в дальнейшем использовавшемся ливанским работорговцем Маурелом Фресесом[67].
- Деревенский Музей Танджи, сохранивший в первозданном виде обстановку и быт местных жителей, хижины из соломы (согласно стилям, принятым у различных этнических групп Гамбии), а также традиционные ремесла, расположен в рыбацком селе Танджи. Хижины содержат выставки традиционных поделок и мебели, с объяснениями об их использовании и значении. Есть также маленький ресторан, предлагающий только традиционные местные блюда и напитки и сопровождающий свою работу живой местной музыкой и выступлениями танцоров[68].

### Праздники
| Дата       | Название           | Английское название |
| ---------- | ------------------ | ------------------- |
| 1 января   | Новый год          | New Year’s Day      |
| 18 февраля | День независимости | Independence Day    |
| 24 апреля  | День Республики    | Republic Day        |
| 1 мая      | День труда         | Labour Day          |
| 15 августа | Успение            | Assumption          |
| 25 декабря | Рождество          | Christmas Day       |

Ежегодно проводятся различные религиозные фестивали, даты которых варьируются от года в год: Хиджра (исламский новый год), День рождения Пророка, Светлый понедельник, Коритех (конец месяца Рамадан) и Табаски (фестиваль жертвоприношения).

## Спорт

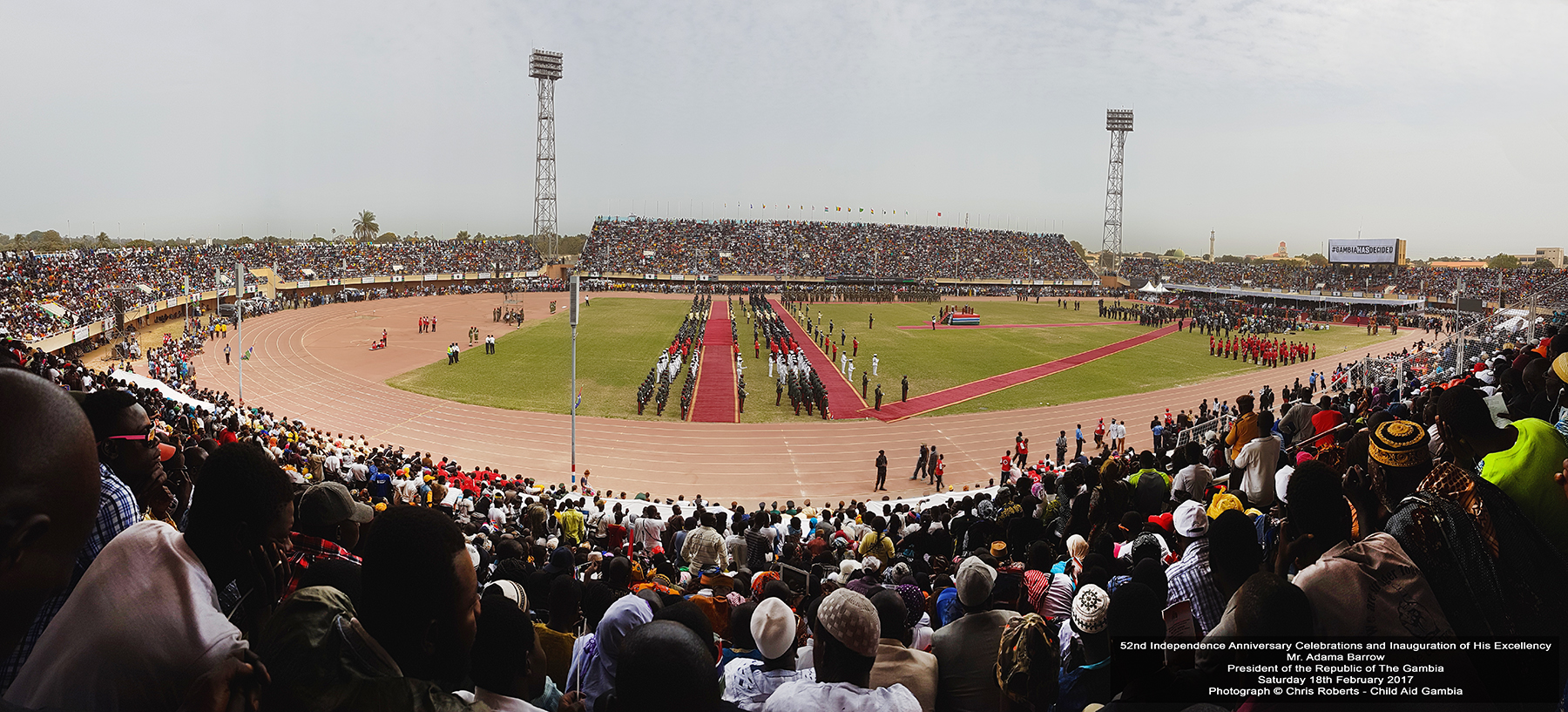
Стадион Независимости в Бакау, вмещающий около 30 тыс. зрителей

Республика Гамбия участвует в Играх Содружества начиная с соревнований в Эдинбурге в 1970 году, где её представитель завоевал бронзовую медаль в прыжках в высоту. Следующую медаль гамбийцы сумели выиграть лишь в 2022 году в дзюдо.
Олимпийский комитет Гамбии был создан в 1972 году и признан МОК в 1976 году. С 1984 года страна участвует в летних Олимпийских играх (в основном в соревнованиях по лёгкой атлетике), но не имеет в своей копилке олимпийских медалей. Ни разу в состав делегации Гамбии на Олимпийских играх не входило более 10 спорстменов. На Африканских играх в 1973—2019 годах Гамбия завоевала 12 медалей, в том числе 4 золотые.
Футбольная ассоциация Гамбии создана в 1952 году, с 1968 года — является членом ФИФА. В 2005 году юношеская сборная страны до 17 лет заняла первое место на чемпионате Африки, а в 2007 году сборная страны до 20 лет заняла 3-е место на молодёжном чемпионате Африки. На традиционном Кубке Амилкара Кабрала, проводящемся среди стран Западной Африки, сборная страны трижды играла в финале (1980, 1985, 2001) и два раза становилась бронзовым призёром (1986, 2003). Взрослая сборная Гамбии, носящая прозвище «Скорпионы», никогда не участвовала в чемпионатах мира, а на Кубок африканских наций впервые пробилась в 2021 году. На турнире в Камеруне гамбийцы под руководством Тома Саинтфита достаточно неожиданно сумели дойти до четвертьфинала, где уступили хозяевам.

## Образование
Большой прогресс замечен в повышении уровня грамотности, в 1968 г.- 22% детей посещали школу.

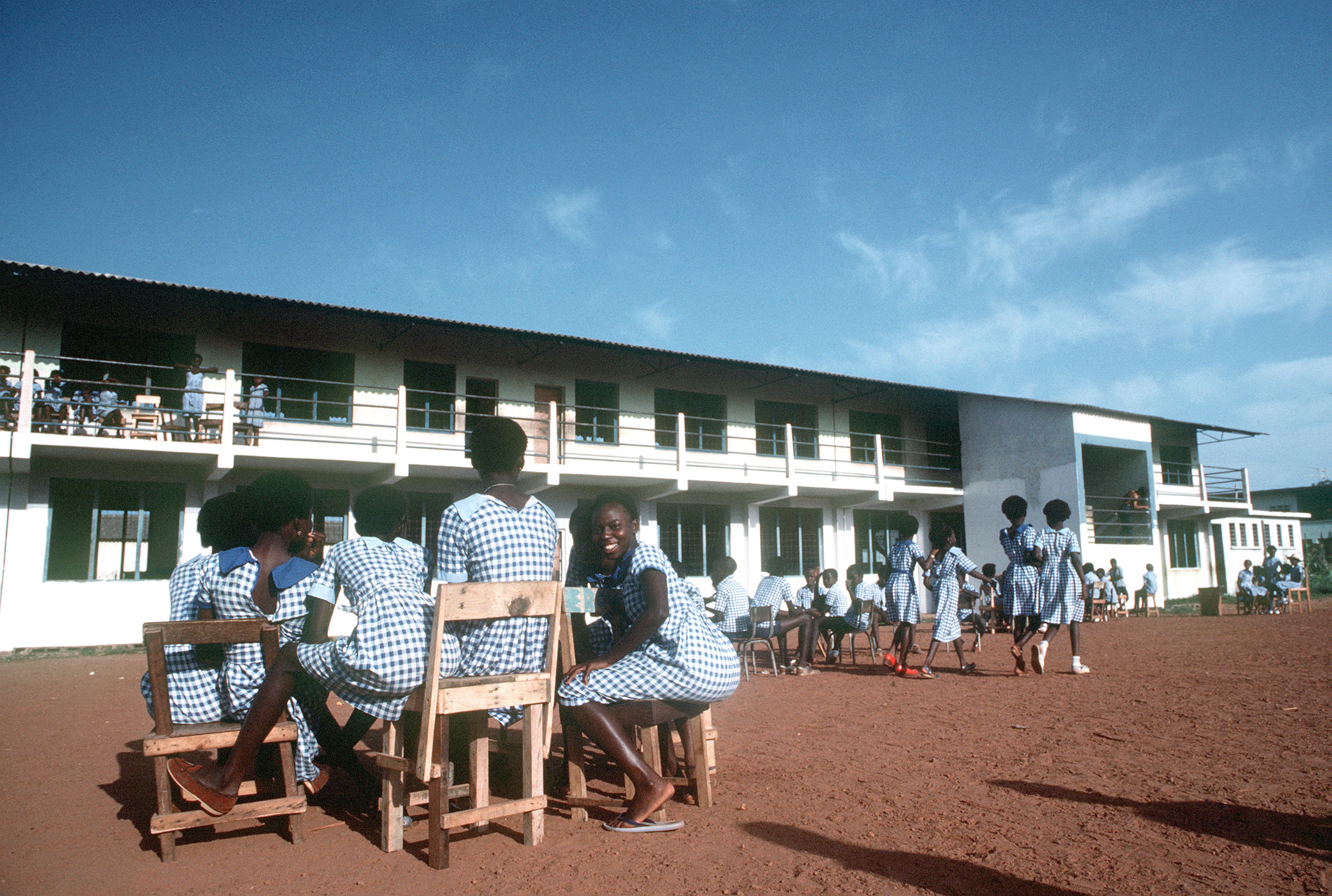
Школа в Гамбии

Обучение в начальных школах является бесплатным, но не обязательным и длится 6 лет. Средние школы состоят из двух ступеней, каждая из которых по 3 года. По данным 1996 года в начальных школах обучалось 70 % детей, в средних школах — 23 % детей соответствующего возраста. Затраты на образование в 1996 году составляли 21,2 % от всех расходов правительства страны. В 1999 году затраты на образование составили 4,8 % ВВП. Грамотность населения (от 15 лет и выше) в 2003 году составила 40,1 % (мужчины — 47,4 %, женщины — 33,1 %).
Уровень грамотности в 2020 году 50,8 %.
Высшее образование Гамбии представлено следующими высшими учебными заведениями:
- Университет Гамбии[72] основан в марте 1999 года Актом Национальной Ассамблеи Гамбии для того, чтобы создать возможность получения высшего образования внутри страны. Ведётся обучение на четырёх факультетах: медицины и здравоохранения, науки и сельского хозяйства, гуманитарных и социальных наук, экономики и менеджмента.
- Колледж Гамбии состоит из четырёх школ: образования, сельского хозяйства, сестринского дела и здравоохранения.

Также в стране функционируют Институт технической подготовки Гамбии (GTTI), предлагающий двухлетние курсы по подготовке инженеров в областях механики, электричества, строительства и информационных технологий, и Институт развития менеджмента (MDI) при президенте страны, предоставляющий курсы по повышению квалификации менеджеров и параллельно выполняющий функции тренингового, исследовательского и консультационного органа.
- Национальный сельскохозяйственный исследовательский институт, Центр противомалярийных инноваций[источник не указан 1610 дней]

| Учебные заведения   | Количество учебных заведений | Количество преподавателей | Количество учащихся | Количество учащихся на одного преподавателя |
| ------------------- | ---------------------------- | ------------------------- | ------------------- | ------------------------------------------- |
| Начальные школы     | 331¹                         | 4708                      | 178 288             | 37,9                                        |
| Средние школы       | 85¹                          | 2365                      | 60 221              | 25,5                                        |
| Высшее образование² | 2                            | 156                       | 1756                | 11,3                                        |

¹ данные на 1998—1999 гг.
² данные по Университету Гамбии и Колледжу Гамбии за 2004 год 

## Здравоохранение

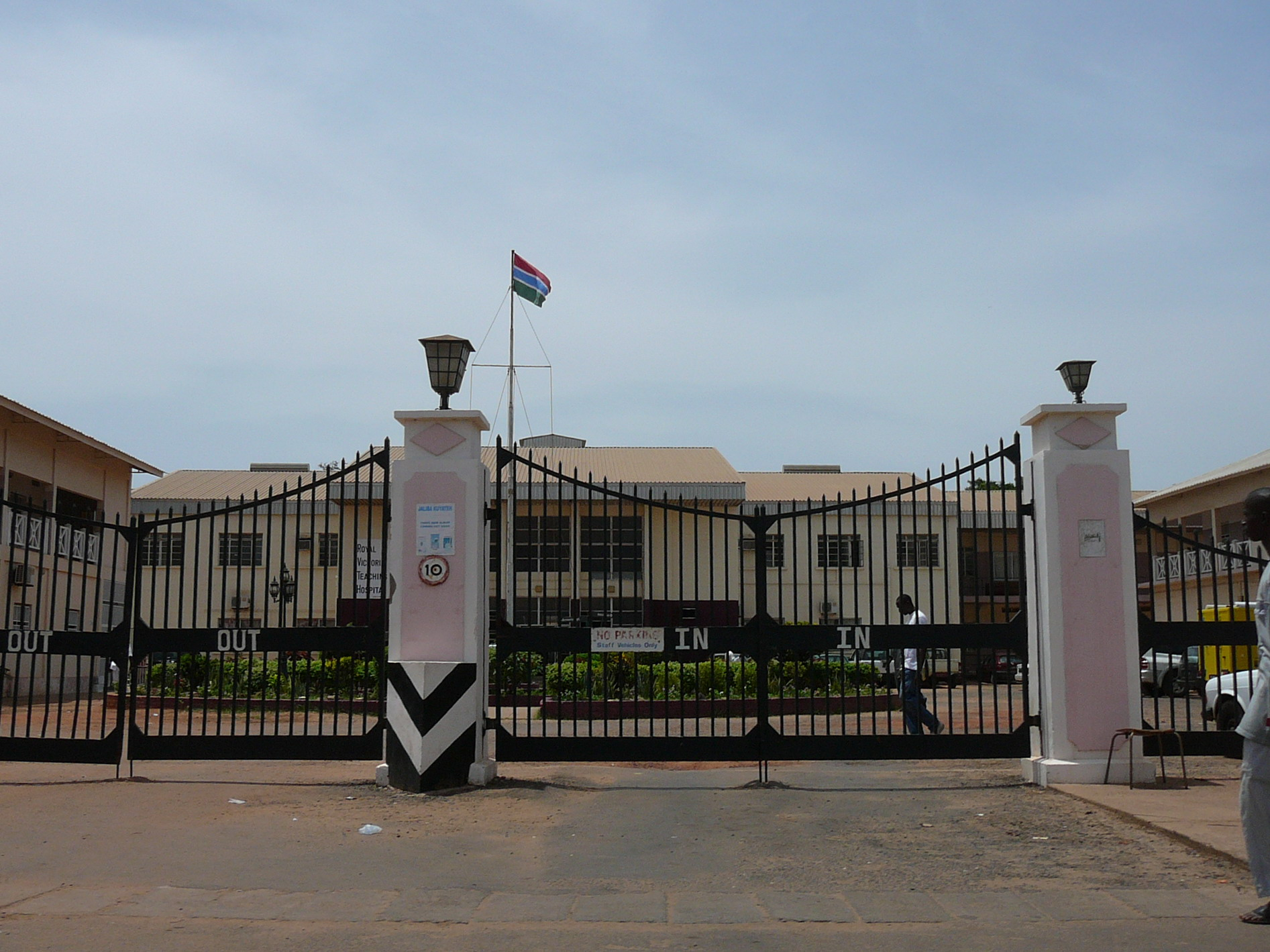
Больница в Банжуле

В Гамбии имеются больницы в Банжуле и Бансанге, а также клиника в Комбо-Сент-Мэри. Нормальными санитарными условиями обеспечены лишь 37 % населения, чистой питьевой водой — 62 % (2000). Около половины детей умирают в возрасте до 5 лет, в основном из-за малярии и диареи. Широко распространены малярия, туберкулёз, трипаносомоз и шистосомоз. В 1999 году на 100 тыс. человек приходилось 260 зафиксированных случаев туберкулёза.
Гамбия характеризуется высокой материнской смертностью — 1100 случаев смерти во время родов или беременности на 100 тыс. (1998). В стране 1 врач приходится на 12 977 жителей (всего 105 врачей), 1 больничная койка — 1199 жителей (всего 1140 коек) (2000). Общие затраты на здравоохранение составляют 6,8 % от ВВП.
Последние данные по иммунизации детей до одного года приходятся на 1990—1994 годы и составляют: от туберкулёза — 98 %, от дифтерии, коклюша и столбняка — 90 %, от полиомиелита — 29 %, от кори — 87 %.
В конце 2001 года количество поражённых ВИЧ/СПИДом оценивалось в 8400 человек (включая 1,6 % взрослого населения), количество смертей от ВИЧ/СПИДа — 4000 человек.

## СМИ
Государственная телерадиокомпания GRTS (Gambia Radio and Television Services «Гамбийская радио- и телевизионная служба»), включает в себя телеканал Gambia Television и радиостанцию Radio Gambia. Частные СМИ Гамбии вынуждены платить большие госпошлины на получение лицензии. В 2002 году в соответствии с законом о СМИ была создана комиссия с широкими правами, включая лишение лицензии и арест журналистов, что повлекло критику о нарушении свободы прессы. В 2004 году были внесены дополнения в законодательство о СМИ, внедрившие уголовную ответственность для журналистов за клевету и антиправительственную агитацию. Дейда Хидара, один из критиков данных поправок и редактор частной газеты The Point, был застрелен через некоторое время после принятия закона. В 2006 году организация Репортёры без границ описали ситуацию со свободой прессы как «катастрофическую».
Государственное Radio Gambia передаёт контролируемые правительством новости, которые также повторяют частные радиостанции. Правительство также контролирует единственный телевизионный канал.
На 1000 человек приходится 15 телевизоров и 14 персональных компьютеров, количество пользователей сети Интернет — 25 000 (2002).
Периодические издания:
- Observer — частная, ежедневная;
- The Independent — частная, два раза в неделю;
- Foroyaa — частная, два раза в неделю;
- The Point — частная, три раза в неделю.

Телевидение:
- Gambia Television — государственный, единственный национальный канал в эфирном вещании;
- Premium TV Network — частный спутниковый канал.

Радиостанции:
- Radio Gambia — государственное, вещание на английском и местных языках;
- Radio 1 FM — частное музыкальное;
- West Coast Radio — частное;
- City Limits Radio — частное.

Интернет-издания:
- The Gambia Online. Архивировано из оригинала 11 февраля 2008 года. — частное[77].